# Smicropus pseudisis
Smicropus pseudisis är en fjärilsart som beskrevs av Jean Baptiste Boisduval 1870. Smicropus pseudisis ingår i släktet Smicropus och familjen mätare. Inga underarter finns listade i Catalogue of Life.